# 籍薇
籍薇（1956年—），女，中国梅花大鼓表演艺术家，一级演员，中国曲艺家协会副主席，天津市文学艺术界联合会副主席。